# 遠藤賀子
遠藤 賀子（えんどう のりこ、1970年11月26日 - ）は、日本の元レースクイーン、グラビアアイドル、ヌードモデル。遠藤のりこの名でも活動。血液型はA型。1999年にF1ドライバーのミカ・サロと結婚。2001年に男児（マックス・サロ）、2004年に女児を出産。現在はフィンランド在住。

## 来歴・人物
千葉県出身。昭和学院高等学校卒業。
日本でレースクイーンとして活動し、1991年にはレナウンチャージクィーン、1992年にはレーシングレディを受賞。1993年、同じレースクイーンやキャンギャル出身のグラビアアイドル、飯島みゆきとグループ「DEE DEE」を結成。1年足らずで解散したのち、別のセクシーグループ「CHU-DOG」のメンバーチェンジに伴い、途中加入するが、ほどなくこれも解散。
1995年、写真集『border』でヘアヌードを解禁。以降はヌードモデルとして活動、野性的なマスクと鍛えられた豊満な裸体で人気を博した。
1999年にF1ドライバーのミカ・サロと結婚。現在はフィンランド在住。ヘルシンキで日本食レストランを経営。ヘルシンキ以外にもモナコや日本など数カ国に自宅・別荘を持ち、大型クルーザーや複数の高級車を所有。その贅沢な生活ぶりを紹介する日本のTV番組に度々出演もした。空路の移動はすべてチャータージェットかファーストクラスであると番組内で語っていた。
現役時代のサイズは、身長164cm、B90、W59、H87。Fカップ。

## 出演

### テレビ
- 平成女学園（テレビ東京）
- 水着でKISS ME（テレビ東京）
- ドキッ!丸ごと水着!女だらけの水泳大会（フジテレビ）
- ハイレグクィーンロマンス ピットに賭ける恋!（フジテレビ）
- ル・マンへ熱き涙を（テレビ朝日）

## 書籍

### 写真集
太字はヘアヌード写真集
Dee Dee「DeeDee」名義（ワニブックス）
COMING OUT 「Chu-DOG」名義（メディアックス）
MELLOW FRUIT「遠藤のりこ」名義（音楽専科社）
MOOVING MY HEART（COMPAS、セミヌード）
MOODY MOON（桜桃書房）
border（スコラ）
GLOSSY（英知出版）
FIN（音楽専科社）

### イメージビデオ
- E&Fカップ大爆乳 「DeeDee」名義（笠倉出版社）
- 完全裸体宣言（英知出版）
- ALLNUDE in ラスベガス (MAXAM)
- CALL GIRL (アトラスにじゅういち)